# Pancreas polypeptide

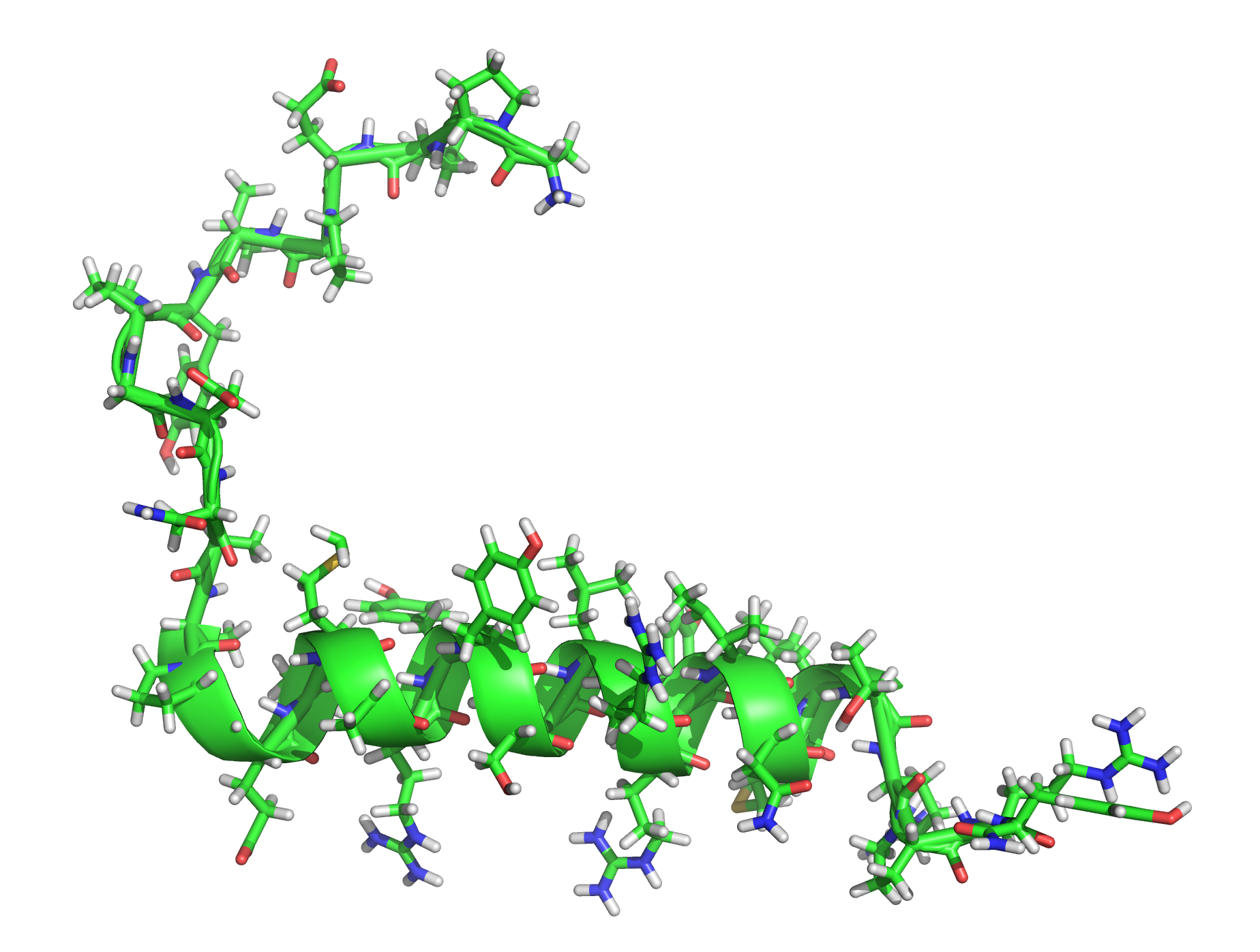
Pancreas polypeptide

Pancreas polypeptide (PP) is een polypeptide dat wordt afgescheiden door PP-cellen in de endocriene alvleesklier. Het is een hormoon dat de secretie van de alvleesklier reguleert en ook de glycogeenopslag in de lever en de maag-darmsecretie beïnvloedt. De secretie ervan kan worden beïnvloed door bepaalde endocriene tumoren.
Het PPY-gen codeert voor een ongewoon korte eiwitprecursor van 95 aminozuren lang. Deze precursor wordt gekliefd om het signaalpeptide, het pancreas polypeptide, het alvleesklier icosapeptide (een oligopeptide met twintig aminozuren) en een oligopeptide van 5 tot 7 aminozuren te vormen. Bij mensen bevindt het gen zich op de lange arm van chromosoom 17 (17q21) en dus in de directe nabijheid van peptide YY. Het PPY-gen is vermoedelijk ontstaan door een lokale genduplicatie kort vóór of tijdens het ontstaan van amfibieën.

## Structuur
Het pancreas polypeptide bestaat uit 36 aminozuren. Het heeft een moleculair gewicht van ongeveer 4200 Da en heeft een vergelijkbare structuur als neuropeptide Y.
De structuur is als volgt:
H2N-Ala–Pro–Leu–Glu–Pro–Gln–Tyr–Pro–Gly–Asp–Asp–Ala–Thr–Pro–Glu–Gln–Met–Ala–Gln–Tyr–Ala–Ala–Gln–Leu–Arg–Arg–Tyr–Ile–Asn–Met–Leu–Thr–Arg–Pro–Arg–Tyr-COOH.

## Functie
Pancreas polypeptide reguleert de alvleeskliersecretie door zowel endocriene als exocriene weefsels. Het beïnvloedt ook de glycogeenspiegels in de lever en de maag-darmsecreties.
De secretie bij mensen is verhoogd na een eiwitrijke maaltijd, vasten, inspanning en acute hypoglykemie en wordt verlaagd door somatostatine en  bloedsuiker.
Pancreas polypeptide in het plasma is verlaagd bij aandoeningen die gepaard gaan met een verhoogde voedselinname en verhoogd bij anorexia nervosa. Bovendien is aangetoond dat toediening van polypeptide in het perifeer bloed de voedselinname bij knaagdieren vermindert. Pancreas polypeptide remt de alvleeskliersecretie van vocht, waterstofcarbonaat en spijsverteringsenzymen. Het stimuleert ook de maagzuursecretie. Het is de antagonist van cholecystokinine en belemmert de door cholecystokinine gestimuleerde alvleeskliersecretie. Het kan het migrerende motorcomplex stimuleren en is synergetisch met motiline.
Bij vasten is de concentratie pancreas polypeptide 80 pg/ml; na de maaltijd is deze 8 tot 10 keer hoger; glucose en vetten veroorzaken ook een stijging van de pancreas polypeptidespiegel, maar bij parenterale toediening van deze stoffen verandert de hormoonspiegel niet. Toediening van atropine, blokkeert de secretie van pancreas polypeptide na de maaltijd. Prikkeling van de nervus vagus, toediening van gastrine, secretine of cholecystokinine, induceert de pancreas polypeptide-secretie. De secretie wordt bijvoorbeeld geremd door galanine.

## Klinische betekenis
De secretie van pancreas polypeptide kan verhoogd zijn door pancreastumoren (insuline, glucagon), door het syndroom van Verner-Morrison en door gastrinomen.